# NGC 2976
NGC 2976 és una de les galàxies més petites del grup M81, situada a uns 1° 20' al sud-oest d'M81. Es tracta d'una galàxia nana peculiar de tipus Sd/P, peculiar per l'estructura caòtica interior amb moltes sendes fosques i condensacions estel·lars en el seu disc - de vegades també com Sd/P, ja que els seus braços espirals són difícils de rastrejar. La part brillant interior d'aquest disc sembla tenir una vora definida. Aquestes distorsions són el resultat de les interaccions gravitatòries amb els seus veïns, en particular, M81 similars als de M82.
NGC 2976 va ser descoberta per William Herschel el 8 de novembre de 1801, i catalogada com a H I.285.